# Dana (Indiana)
Dana és una població dels Estats Units a l'estat d'Indiana. Segons el cens del 2000 tenia 662 habitants.

## Demografia
Segons el cens del 2000, Dana tenia 662 habitants, 252 habitatges, i 187 famílies. La densitat de població era de 881,4 habitants per km².
Dels 252 habitatges en un 33,7% hi vivien nens de menys de 18 anys, en un 62,7% hi vivien parelles casades, en un 8,7% dones solteres, i en un 25,4% no eren unitats familiars. En el 23% dels habitatges hi vivien persones soles el 9,9% de les quals corresponia a persones de 65 anys o més que vivien soles. El nombre mitjà de persones vivint en cada habitatge era de 2,63 i el nombre mitjà de persones que vivien en cada família era de 3,05.
Per edats la població es repartia de la següent manera: un 28,4% tenia menys de 18 anys, un 6,8% entre 18 i 24, un 28,7% entre 25 i 44, un 23,9% de 45 a 60 i un 12,2% 65 anys o més.
L'edat mediana era de 36 anys. Per cada 100 dones de 18 o més anys hi havia 94,3 homes.
La renda mediana per habitatge era de 34.750$ i la renda mediana per família de 38.182$. Els homes tenien una renda mediana de 30.313$ mentre que les dones 21.875$. La renda per capita de la població era de 15.603$. Entorn del 6,6% de les famílies i el 9,9% de la població estaven per davall del llindar de pobresa.

## Poblacions més properes
El següent diagrama mostra les poblacions més properes.

## Persones il·lustres
- Ernest Taylor Pyle (1900 - 1945), corresponsal de guerra.